# Proasellus montalentii
Proasellus montalentii is een pissebed uit de familie Asellidae. De wetenschappelijke naam van de soort is voor het eerst geldig gepubliceerd in 1996 door Stoch, Valentino & Volpi.